# Петри, Юлиус Рихард
Юлиус Рихард Петри (нем. Julius Richard Petri; 31 мая 1852, Бармен — 20 декабря 1921, Цайц) — немецкий микробиолог, ассистент Роберта Коха.
Известен в истории прежде всего тем, что, работая вместе с Робертом Кохом, изобрёл в 1877 году лабораторную посуду, позже названную его именем.

## Биография
Юлиус Рихард Петри родился 31 мая 1852 года в городе Бармене (в настоящее время является частью Вупперталя). С 1871 по 1875 год обучался в королевской военно-медицинской академии. После обучения служил врачом в берлинской клинике Шарите. 
В 1876 году Петри окончил докторантуру и продолжил службу в качестве военного врача, дослужившись в конечном счёте до майора медицинской службы.
В 1896 году Юлиус Петри являлся членом королевского министерства здравоохранения и руководителем одной из бактериологических лабораторий, состоя при этом в чине регирунгсрата (старшего государственного советника).
Юлиус Петри является автором не менее восьми научных работ, выпущенных в промежутке между 1876 и 1897 годами.